# Parolise
Parolise – miejscowość i gmina we Włoszech, w regionie Kampania, w prowincji Avellino.
Według danych na 1 stycznia 2022 roku gminę zamieszkiwało 639 osób (316 mężczyzn i 323 kobiety).